# Octave Houdas
Octave Victor Houdas, född den 1 oktober 1840 i Outarville (Loiret), död den 5 december 1916 i Paris, var en fransk orientalist. 
Houdas innehade lärarbefattningar i arabiska i Alger och utnämndes 1884 till professor i folklig arabiska vid École spéciale des langues orientales vivantes i Paris. Bland hans många arbeten märks Histoire de Djouder le pêcheur (1865, 2:a upplagan 1884), Épigraphie tunisienne (tillsammans med René Basset, 1882), Traité de droit musulman – la Tohfat d'Ebn Acem (tillsammans med Félix Martel, 1882–93), Mission scientifique en Tunisie (tillsammans med Basset, 1884), Le Maroc de 1631 à 1812 (arabisk text och översättning, 1886), Nozhet el-Hâdi histoire de la dynastie saadienne au Maroc 1511–1670 (text och översättning 1888–89), Histoire de la conquête de l'Andalousie par Ibn el-Qouthiya (1889), En-Nesawi, Histoire du sultan Djelal ed-din Mankobirti (text och översättning 1891–95), Chrestomathie maghrébine (1891), Recueil de lettres arabes manuscrites (tillsammans med Gaëtan Delphin, 1891), L'alchimie arabe au moyen âge (del 3 av Berthelots La chimie au moyen âge, 1893), Précis de grammaire arabe (1897) och Documents arabes relatifs à l'histoire du Soudan. Tedskiret en nisian (text och översättning; tillsammans med Edmond Benoist, 1898–1900).